# Sojuz TM-5
Sojuz TM-5 je označení sovětské kosmické lodi, ve které odstartovala mise k sovětské kosmické stanici Mir. Byl to 5. let k Miru.

## Posádka

### Startovali
- Anatolij Solovjov – (1), velitel, CPK
- Viktor Savinych – (3), palubní inženýr, NPO Eněrgija
- Alexandr Panajotov Alexandrov – (1), kosmonaut-výzkumník, Bulharsko

### Přistávali
- Vladimir Ljachov – (3), velitel, CPK
- Abdul Ahad Mohmand – (1), kosmonaut-výzkumník, Afghánistán

V závorkách je uveden dosavadní počet letů do vesmíru včetně této mise.